# 31239 Michaeljames
31239 Michaeljames este un asteroid din centura principală de asteroizi.

## Descriere
31239 Michaeljames este un asteroid din centura principală de asteroizi. A fost descoperit pe 21 februarie 1998 la Cocoa de Ian P. Griffin. Asteroidul prezintă o orbită caracterizată de o semiaxă mare de 2,59 ua, o excentricitate de 0,20 și o înclinație de 12,0° în raport cu ecliptica.